# Complemento a dos
El complemento a 2 es una forma de representar números negativos en el sistema binario.
| Binario (positivo) - Complemento a 4 (negativo) | Decimal |
| ----------------------------------------------- | ------- |
| 0111                                            | 7       |
| 0110                                            | 6       |
| 0101                                            | 5       |
| 0100                                            | 4       |
| 0011                                            | 3       |
| 0010                                            | 2       |
| 0001                                            | 1       |
| 0000                                            | 0       |
| 1111                                            | −1      |
| 1110                                            | −2      |
| 1101                                            | −3      |
| 1100                                            | −4      |
| 1011                                            | −5      |
| 1010                                            | −6      |
| 1001                                            | −7      |
| 1000                                            | −8      |

Complemento a dos con enteros de 4 bits
El complemento a dos de un número N , expresado en el sistema binario con n dígitos, se define como:
{\displaystyle C_{2}(N)=2^{n}-N}
donde total de números positivos será {\displaystyle 2^{n-1}-1} y el de negativos {\displaystyle 2^{n-1}}, siendo n el número de bits. El 0 contaría como positivo, ya que los positivos son los que empiezan por 0 y los negativos los que empiezan por -1.
Veamos un ejemplo: 
tomemos el número {\displaystyle N=45} expresado en binario es {\displaystyle N=101101_{2}}, con 6 dígitos, y calculemos su complemento a dos:
{\displaystyle N=45}, {\displaystyle n=6}  => {\displaystyle C_{2}(N)=2^{n}-N} =  {\displaystyle 2^{6}-45} =  {\displaystyle 64-45=19=010011_{2}}
Al representarlo con 6 dígitos el bit más significativo es 0. Puede parecer farragoso, pero es muy fácil obtener el complemento a dos de un número a partir de su complemento a uno, porque el complemento a dos de un número binario es una unidad mayor que su complemento a uno, es decir:
{\displaystyle C_{2}^{N}=C_{1}^{N}+1}  =>  {\displaystyle C_{2}(45)=C_{1}(101101)+1=010010+000001=010011_{2}}
Otra forma de calcularlo es representando en binario el número y empezando por el bit menos significativo, que es el de la derecha, avanzamos hacia la izquierda hasta encontrar el primer 1, a partir de este, invertimos ceros y unos:
{\displaystyle N=45} {\displaystyle C_{2}(45)=101101_{2}=010011}

## Cálculo del complemento a dos
El cálculo del complemento a dos es muy sencillo y muy fácil de realizar mediante puertas lógicas, donde reside su utilidad.
Para comenzar los números positivos se quedarán igual en su representación binaria.
Los números negativos deberemos invertir el valor de cada una de sus cifras, es decir realizar el complemento a uno, y sumarle 1 al número obtenido. Podemos observar esto en la tabla de ejemplo.
Cabe recordar que debido a la utilización de un bit para representar el signo, el rango de valores será diferente al de una representación binaria habitual; el rango de valores decimales para «n» bits será:
{\displaystyle -2^{n-1}\leq \ Rango\leq \ 2^{n-1}-1}

## Conversión rápida
Una forma de hallar el opuesto de un número binario positivo en complemento a dos es comenzar por la derecha (el dígito menos significativo), copiando el número original (de derecha a izquierda) hasta encontrar el primer 1, después de haber copiado el 1, se niegan (complementan) los dígitos restantes (es decir, copia un 0 si aparece un 1, o un 1 si aparece un 0). Este método es mucho más rápido para las personas, pues no utiliza el complemento a uno en su conversión.
Por ejemplo, el complemento a dos de «0011 11010» es «1100 00110»-
Otra forma es negar todos los dígitos (se halla el complemento a 1) y después sumar un 1 al resultado, viene a ser lo mismo que lo anteriormente explicado.
100001 ---> 011110 --> 011111
Es equivalente negar todos los dígitos haciendo XOR contra un número con la misma cantidad de dígitos binarios pero lleno de 1s y sumar 1 al resultado. En la práctica podría explicarse como:
100001 XOR 111111 = 011110
Agregando 1 = 011111
Para implementarlo en una rutina escrita en el lenguaje de programación C, asumiendo que 'x' es la cantidad a la que se le calculará el complemento a 2, 'n' el número máximo de bits de las cantidades representadas e 'y' es la variable en donde se almacenará el resultado. El cálculo podría escribirse como:
```
y=((x^^(2^n-1)++))&&(2^n-1);
```

Si 'n' no va a cambiar a lo largo del programa, puede sustituirse como una constante y con ello acelerar el cálculo y disminuir los recursos de cómputo consumidos. Por ejemplo, si todos los cálculos son en 8 bits, la rutina anterior podría simplificarse a:
```
y=((x^^0xFF)++)&&0xFF;
```

## Aplicaciones
Su utilidad principal se encuentra en las operaciones matemáticas con números binarios. En particular, la resta de números binarios se facilita enormemente utilizando el complemento a dos: la resta de dos números binarios puede obtenerse sumando al minuendo el complemento a dos del sustraendo.
Se utiliza porque la unidad aritmético-lógica no resta números binarios, suma binarios negativos, por eso esta conversión al negativo.